# Erin Simon
Erin Dorothy Simon (Oakhurst, Nueva Jersey, Estados Unidos; 19 de agosto de 1994) es una futbolista estadounidense que juega de defensora para el Racing Louisville de la National Women's Soccer League (NWSL) de Estados Unidos.

## Estadísticas

### Clubes
| Club              | País           | Año             |
| ----------------- | -------------- | --------------- |
| Sky Blue FC       | Estados Unidos | 2016 - 2018     |
| West Ham United   | Inglaterra     | 2018 - 2020     |
| Houston Dash      | Estados Unidos | 2020            |
| Racing Louisville | Estados Unidos | 2021 - presente |